# Анна Ангелина Комнина Дукина
Анна Ангелина Комнина Дукина (греч. Ἄννα Ἀγγελίνα Κομνηνή Δούκαινα; ум. 1258) — дочь Феодора Комнина Дуки; королева Сербии (1228—1234) в браке с Стефаном Радославом.
В 1216 году отец Радослава попытался организовать брак между его сыном и Феодорой, дочерью сводного брата Феодора, Михаила I Комнина Дуки. Тем не менее, церковь запретила этот брак из-за кровного родства. Вместо этого Радослав женился на Анне.
Церковь и дворянство не любили Анну; они считали, что она оказывает на Радослава дурное влияние, который в их глазах и так был под слишком сильным влиянием Греции, поскольку безоговорочно вступил в союз с Эпиром и считал себя частью греческой династии своей матери в той же мере, что и династии Неманичей.
Весной 1230 года в битве при Клокотнице с Болгарией он был разбит и захвачен Феодором Дукой Комнином Ангелом. Несогласие сербского дворянства усилилось, поскольку негибкая про-греческая политика Радослава теперь стала проблемой. Таким образом, коалиция сербских аристократов во главе с сводным братом Радослава Владиславом свергла его в начале 1234 года.
Радослав и Анна сначала бежали в Рагузу и попытались организовать контрпереворот против Владислава, но мало чего добились. Позже, монах Феодосий утверждал, что вместо этого Радослав и Анна отправились в Диррахий и там расстались, но это утверждение оказалось ложным.
Предположительно во время изгнания у Радослава и Анны родился сын Драгослав Йован, но его происхождение не было полностью подтверждено. Через некоторое время они вернулись в Сербию с помощью архиепископа Савы и ушли в монастырь. Монашеское имя Радослава было Йован. Драгослав со временем стал Великим Казначеем королевства Сербия.